# Neu Buchholz (Blankenhagen)
Neu Buchholz ist ein ehemaliger Wohnplatz in Hinterpommern, der zur Gemeinde Blankenhagen gehörte. Die  Wüstung liegt heute im Gebiet der Woiwodschaft Westpommern in Polen.
Um 1870 bildete der Ort, damals Buchholz genannt, eine Siedlung („Colonie“) im Gutsbezirk des Rittergutes Blankenhagen. Buchholz lag südlich vom Gut westlich des Dolgensees. Damals gab es hier 21 Wohnhäuser, in denen 119 Einwohner in 28 Haushaltungen lebten. Der Viehbestand betrug 1 Pferd, 33 Kühe und 52 Schafe. 
Vor 1945 bildete der Ort unter dem Namen Neu Buchholz einen Wohnplatz in der Landgemeinde Blankenhagen im Kreis Regenwalde der Provinz Pommern.
1945 kam Neu Buchholz, wie ganz Hinterpommern, an Polen. Heute liegt der Ort wüst. Die Wüstung liegt im Gebiet der  Gmina Węgorzyno (Stadt- und Landgemeinde Wangerin) in der Woiwodschaft Westpommern. 